# Bruinborstrietvink
De bruinborstrietvink (Lonchura castaneothorax) is een vogeltje uit de familie van de prachtvinken (Estrildidae).

## Kenmerken
Het kopje en nek zijn bruin met wat grijs. De kin en het bovenste deel van de keel is bruinzwart, de borst is kastanjebruin met daaronder een donkere streep, de buik is wit. Rug en de vleugels zijn kastanjebruin, met daaronder donkere streepjes en de staart is geelbruin. Het vrouwtje is gelijk aan het mannetje. De totale lengte van kop tot puntje van de staart is 11 centimeter.

## Verspreiding en leefgebied
Deze soort is oorspronkelijk afkomstig uit noordelijk deel van Australië tot New South Wales en telt vijf ondersoorten:
- L. c. uropygialis: noordwestelijk Nieuw-Guinea.
- L. c. boschmai: westelijk Nieuw-Guinea.
- L. c. sharpii: noordelijk en noordoostelijk Nieuw-Guinea.
- L. c. ramsayi: zuidoostelijk Nieuw-Guinea en de D'Entrecasteaux-eilanden.
- L. c. castaneothorax: noordelijk en oostelijk Australië.

## Verzorging
Het is een actief, levendig, niet al te teer vogeltje dat als het goed geacclimatiseerd is, wel in een buitenvolière gehouden kan worden.

De bruinborstrietvink moet gevoederd worden met diverse soorten zaden zoals geel milletzaad en kanariezaad. Water, grit en maagkiezel moeten natuurlijk altijd ter beschikking staan.